# Blanka Rozkošná
Blanka Rozkošná (* 26. srpna 1968 Liberec) je autorka a historička se specializací na židovské obce a památky.

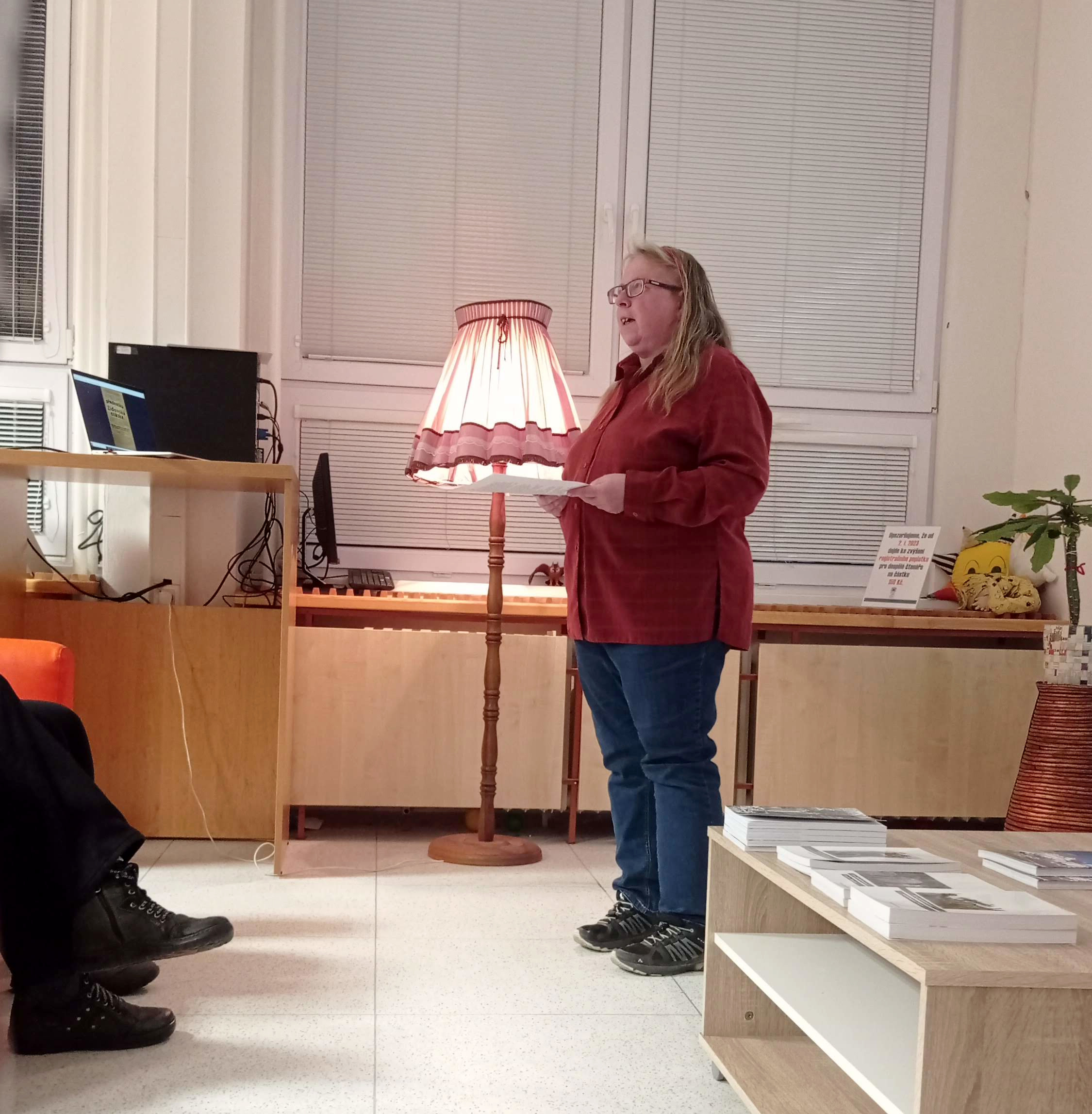
Blanka Rozkošná během přednášky v Českých Budějovicích, 2024

## Život a kariéra
Blanka Rozkošná se narodila v Liberci, kde vystudovala gymnázium a poté absolvovala obor historie a ruský jazyk na Filozofické fakultě v Praze. Kariéru historičky zahájila na zámku Sychrov, kolem poloviny 90. let 20. století působila jako ředitelka muzea v Novém Strašecí a do roku 2000 se věnovala bádání soukromě. Již od roku 1996 spolupracuje s Židovskou náboženskou obcí v Praze. Začínala jako odborná lektorka v místním Židovském muzeu a také se věnuje správě nemovitostí pražské Židovské obce.
O židovských komunitách rovněž přednáší a vede historicky zaměřené procházky. Spolupracuje s českobudějovickou organizací Města Otakarova z.s., organizací věnující se historii a pořádání akcí spojených s osobností Přemysla Otakara II. a s Přemyslovci. V roce 2024 byla uváděna jako místopředsedkyně spolku.

## Dílo
- Židovské památky, 1998
- Židovské obce na Kladensku a Slánsku, 2000
- Slánské hřbitovy, 2002
- Židovské památky Čech, 2004
- Židé na Kutnohorsku: osídlení na kutnohorském venkově, 2008
- Židé v Českém Dubu, 2010
- Židé v Poděbradech a okolí, 2010
- Židé v Nymburce a okolí, 2010
- Židé v Lysé nad Labem, Milovicích a okolí, 2010
- Židé v Mnichově Hradišti a okolí, 2011
- Židé v Oseku a Radomyšli aneb rodný kraj otce Franze Kafky, 2011
- Židé na Vlašimsku a dolním Posázaví, 2011
- Židé na Jindřichohradecku I. Jindřichohradecko a Třeboňsko, 2012
- Židé na Jindřichohradecku II. Dačicko a Slavonicko, 2012
- Židé v Roztokách u Prahy, Kamýku a okolí, 2013
- Židé na Bechyňsku aneb průvodce stálou expozicí v bechyňské synagoze, 2013
- Židé v Novém Bydžově a okolí, 2015
- Jihočeské kláštery a klášterní stavby, 2019
- Po stopách Přemysla Otakara II., 2022[6]
- Židé v Hluboké nad Vltavou, 2023 (spoluautorka: Alena Mitter)[7]